# Герб Шебекина и Шебекинского района
Герб Шебекино и Шебекинского района — официальный символ муниципального образования Муниципальный район «Шебекинский район и город Шебекино» Белгородской области Российской Федерации.
Герб утверждён решением Совета депутатов Шебекинского района и города Шебекино №8 от 26.01.2003 г. Разработан комиссией по геральдике при главе администрации области. Авторы герба: Пальваль В. М., Пальваль С. В., Шаповалов В. А. Повторно утверждён (с уточнениями) решением Муниципального совета муниципального района «Шебекинский район и город Шебекино» от 25.01.2013 г. №05.

## Описание и обоснование символики
Геральдическое описание (блазон) гласит:
В червлёном поле золотая бревенчатая башня с закрытыми воротами, чёрными бойницами, золотыми шатровой кровлей и крытой шатром смотровой площадкой и прапором наверху, сопровождаемая по сторонам двумя серебряными подковами; в вольной части щита — герб Белгородской области
Золотая бревенчатая башня с закрытыми воротами, чёрными бойницами, золотыми шатровой кровлей и крытой шатром смотровой площадкой и прапором наверху на гербовом щите символизируют ратные подвиги русских воинов по защите южных рубежей Русского государства со времен сторожевой и оборонительной службы на Нежегольском участке Белгородской защитной Черты в XVII веке до сражений на землях современного Муниципального района «Шебекинский район и город Шебекино» в период Великой Отечественной войны 1941—1945 годов. Две серебряные подковы по сторонам башни символизируют развитые в последние века на территории района земледелие и промышленность.
Расположенный в вольной части герб Белгородской области, утверждённый 15 февраля 1996 года, воссоздан на основе герба Белгородской губернии 1730 года.

## История

### Герб города советских времён
В советские времена у Шебекино был собственный герб:

В щите изображены книга, реторта, колос, половина зубчатого колеса на фоне расходящихся лучей солнца. В нижней части щита синее и красное поля.
Авторы герба — Г. В. Полухина и Т. Н. Сережникова. Герб утвержден решением исполнительного комитета горсовета народных депутатов №162 от 23.05.1986 г.
Реторта на гербе символизировал завод синтетических жирных кислот, построенный в городе в 1950-х годах, и другие предприятия химической промышленности.